# Ján Mudroch
Ján Mudroch (Senica, 28 marzo 1909 – Bratislava, 4 febbraio 1968) è stato un pittore slovacco.

## Biografia
Incominciò lo studio dell'arte presso Gustáv Mallý a Bratislava e proseguì a Praga con Arnošt Hofbauer e successivamente dal 1931 al 1937 all'Accademia di Belle Arti con Jakub Obrovský e Willi Nowak.
Dal 1950 al 1952 fu il primo rettore dell'Alta scuola di arti figurative di Bratislava; fu cofondatore del Gruppo 29 agosto. Prese parte alla pubblicazione di riviste artistiche e quaderni surrealisti (Sen a skutočnosť ("Sogno e realtà")). Si dedicò soprattutto alla pittura figurativa e alla natura morta, impiegando metafore e simboli. Realizzò le opere più importanti nel periodo della Seconda guerra mondiale: Katastrofa ("Catastrofe"), Nešťastie ("Incidente"). Dopo la guerra si rivolse al realismo poetico e ai sentimenti familiari: Matka s dieťaťom na chrbte ("Madre con il figliolo malato"), Materstvo ("Maternità").
Nel 1963 lo Stato gli conferì il titolo di Artista meritevole e nel 1968 il titolo di Artista nazionale in memoriam.